# トレガン
トレガン （Trégunc、ブルトン語:Tregon）は、フランス、ブルターニュ地域圏、フィニステール県のコミューン。

## 地理
トレガンはブルターニュの大西洋岸にある。コンカルノーの南、ポン＝タヴァンの西に位置する。フィニステール県有数の広大な面積を持つ。内陸に位置する中心部は、コミューンの北端にある。海岸は砂浜や露出した岩となっている。西のジュマン岬から、東のトレヴィニョン岬までの海岸は、標高が低く、6kmの長さの線上の砂丘となっている。地元ではloc'hと呼ばれる池がいくつか、この線上の砂の背部にある。Loc'h LouargarとLoc'h Coziouが重要な池である。ここは1982年以来保護区域となっている。そこでは海からの海水と沿岸河川が運ぶ真水とが交じり合う。東端のトレヴィニョン岬は、距離が短いが崖が伸びる。

## 歴史
1944年4月26日、アメリカ空軍の航空機がトレガン領内に墜落し、2人の飛行士たちはパラシュートで降下、ネヴェ近郊に上陸した。1944年5月11日、アメリカ兵4人を乗せた飛行機がグレナン諸島沖で行方不明になった。彼らの遺体はトレガンのトレヴィニョンの水道で発見された。

## 経済
- ブラッスリー・ド・ブルターニュ - 地元のビール・メーカー。ブリット・ビールと、清涼飲料水のブリット・コーラを製造
- ギィ・コッテン - マリンスポーツや漁業関係者のアウトドア・ウェアを製造。黄色のナイロン素材で知られる。

## ブルトン語
2007年の新学期において、トレガンの児童のうち6.8%が二言語学校に在籍していた。
2012年11月、コミューン議会はブルトン語の日常使用促進をうたうYa d'ar brezhoneg憲章の批准を可決した。

## 人口統計
| 1962年 | 1968年 | 1975年 | 1982年 | 1990年 | 1999年 | 2006年 | 2010年 |
| ------ | ------ | ------ | ------ | ------ | ------ | ------ | ------ |
| 5002   | 4790   | 5155   | 5909   | 6130   | 6354   | 6704   | 6837   |

参照元:1999年までEHESS、2000年以降INSEE

## ギャラリー

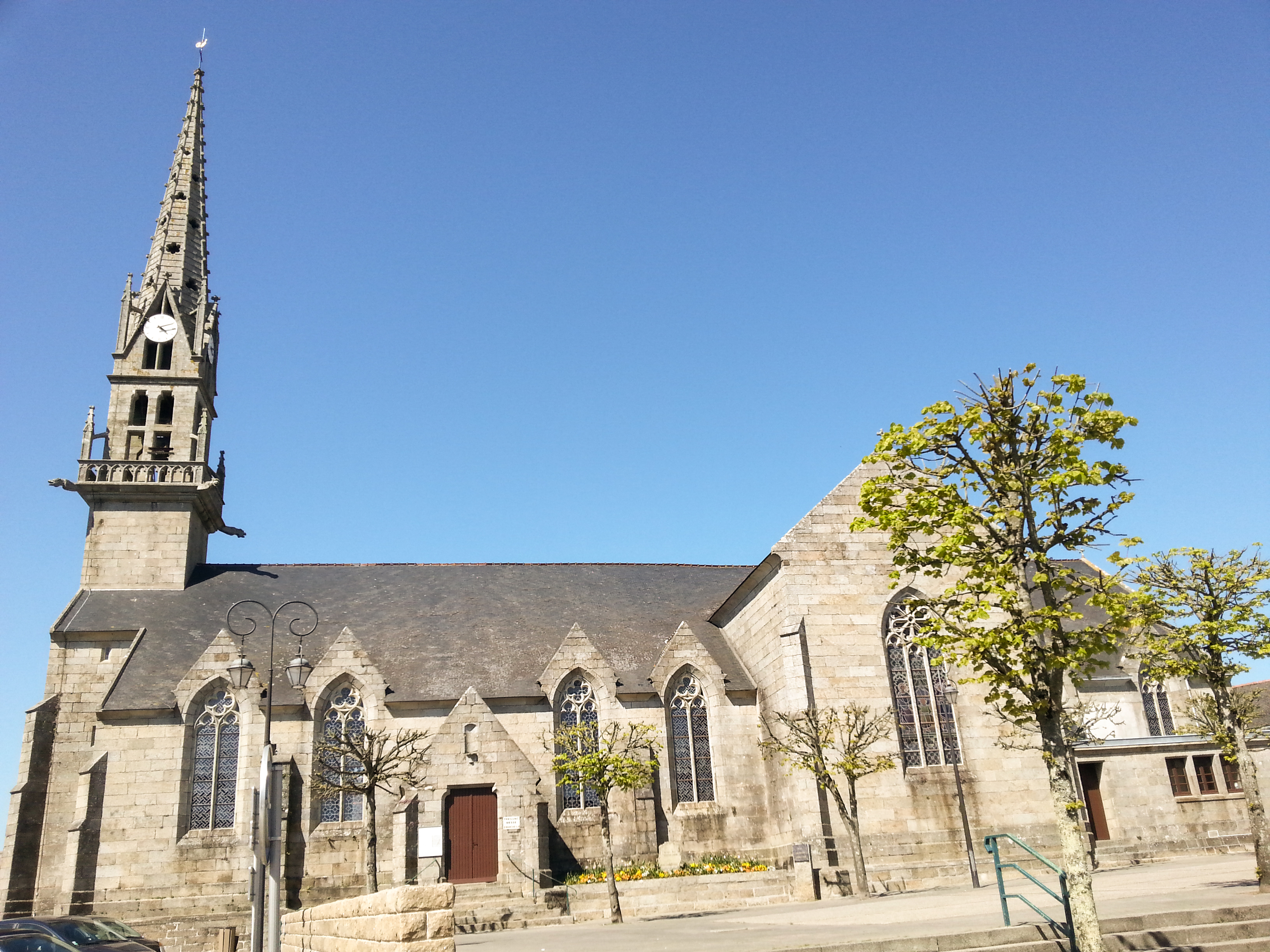
サン・マルク教会
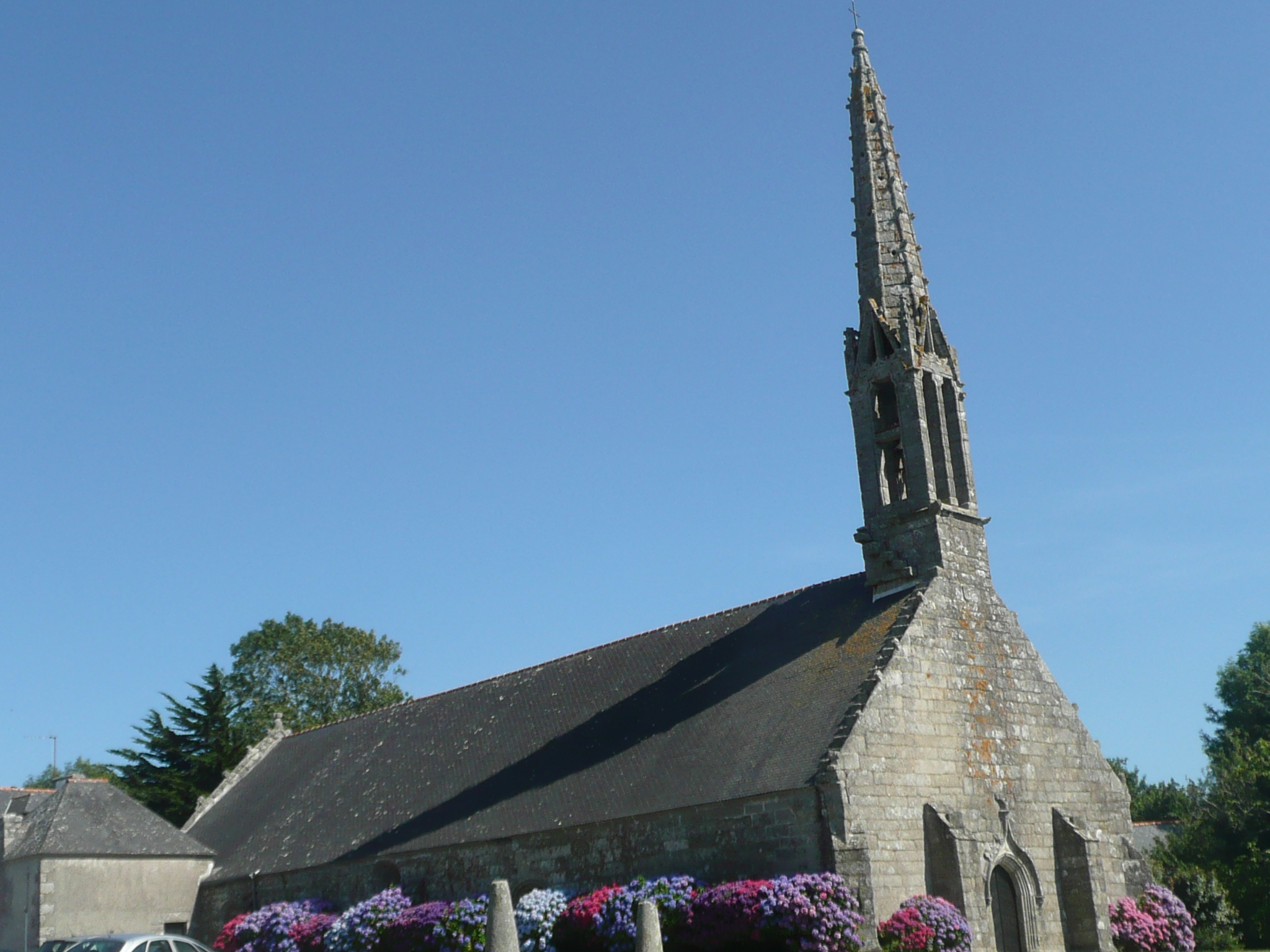
サン・フィリベール礼拝堂
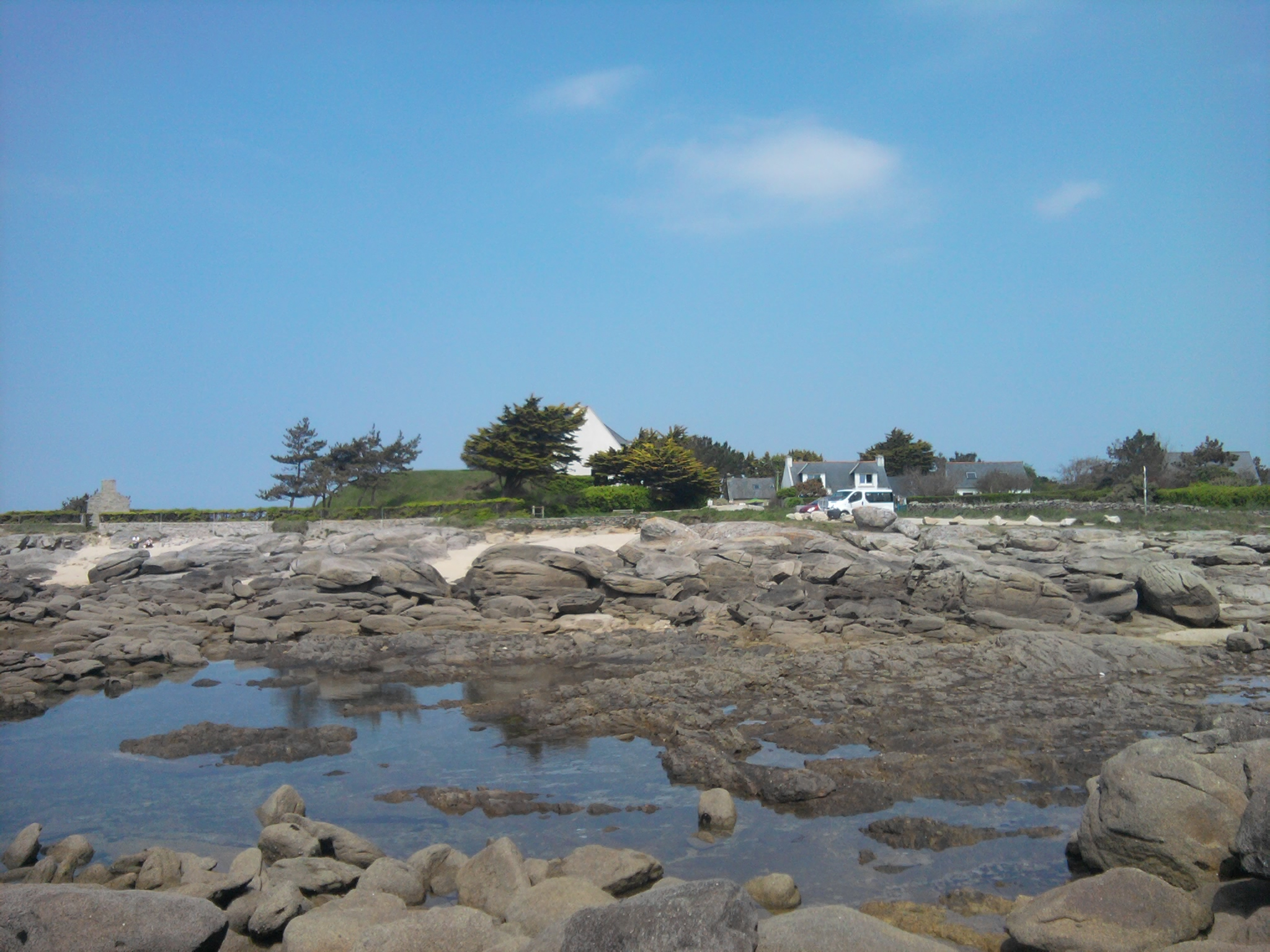
ジュマン岬
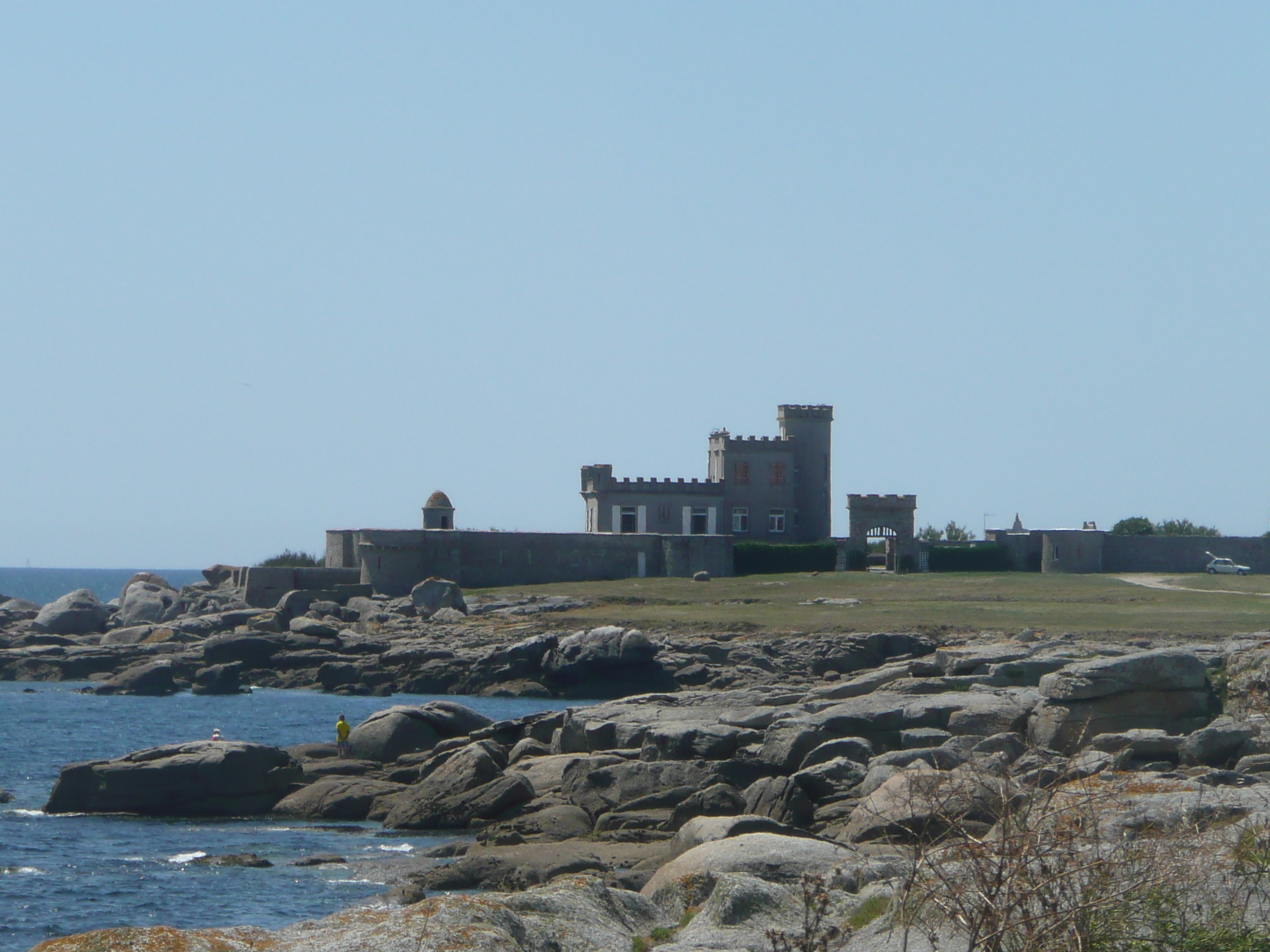
トレヴィニョン城

## 姉妹都市
- キャリック・オン・スイア、アイルランド[6]